# Re-Main
Re-Main (リメイン?, Ri mein) è una serie televisiva anime di genere spokon prodotta dallo studio MAPPA e trasmessa su TV Asahi dal 4 luglio al 3 ottobre 2021. La serie è stata inoltre pubblicata in simulcast con sottotitoli in italiano da Yamato Video sul canale YouTube Yamato Animation e su Prime Video con una settimana di differita.

## Trama
Minato Kiyomizu è un giovane campione di pallanuoto, ma un incidente che ha subito al terzo anno di scuola media gli ha procurato un periodo di più di sei mesi di coma. Una volta risvegliatosi, Minato si accorge di aver perduto i ricordi del periodo trascorso alle medie, così come l'allenamento fisico necessario a praticare la pallanuoto. Minato si iscrive ad un liceo vicino a casa sua e senza avere pretese per il futuro; percepisce il desiderio di tornare a praticare il suo sport e una scommessa accordata in precedenza con Chinu, una ragazza per cui Minato stravede, gli dà la determinazione necessaria a ricominciare gli allenamenti nel club di pallanuoto della sua scuola.

## Episodi
| Nº | Titolo italiano Giapponese 「Kanji」 - Rōmaji                                                                  | In onda           | In onda |
| Nº | Titolo italiano Giapponese 「Kanji」 - Rōmaji                                                                  | Giapponese        |         |
| 1  | Scusate, ma chi siete? 「ごめんなさい、誰ですか」 - Gomennasai, dare desu ka                                   | 4 luglio 2021     |         |
| 2  | Non sono un genio 「僕は天才じゃない」 - Boku wa tensai ja nai                                                 | 11 luglio 2021    |         |
| 3  | Però concedici un vantaggio 「でもへんでくでせ」 - De mo hen deku dese                                         | 25 luglio 2021    |         |
| 4  | Forse siamo nei guai... 「なんかヤバいかも……」 - Nanka yabai ka mo......                                       | 1º agosto 2021    |         |
| 5  | Sei terrificante!!! 「いや怖いわ！！！」 - Iya kowai wa!!!                                                     | 8 agosto 2021     |         |
| 6  | Su, guardate di qua! 「はい、こっち向いて」 - Hai, kotchi muite                                                | 15 agosto 2021    |         |
| 7  | Giorno fausto 「大安吉日」 - Taian kichijitsu                                                                  | 29 agosto 2021    |         |
| 8  | E quelli chi sono? 「誰なんだよ、こいつら」 - Dare nanda yo, koitsura                                          | 5 settembre 2021  |         |
| 9  | Io sono sempre io 「俺はずっと俺なんだよ」 - Ore wa zutto ore nanda yo                                         | 12 settembre 2021 |         |
| 10 | È l'unico metodo che conosco per vincere 「俺はこの勝ち方しか知らない」 - Ore wa kono kachikata shika shiranai | 19 settembre 2021 |         |
| 11 | Passa! Passa a me! 「出せ！俺に出せ！」 - Dase! Ore ni dase!                                                   | 26 settembre 2021 |         |
| 12 | Forza, è ora di iniziare 「さぁ、始めようぜ」 - Sā, hajimeyō ze                                                | 3 ottobre 2021    |         |